# Zeil

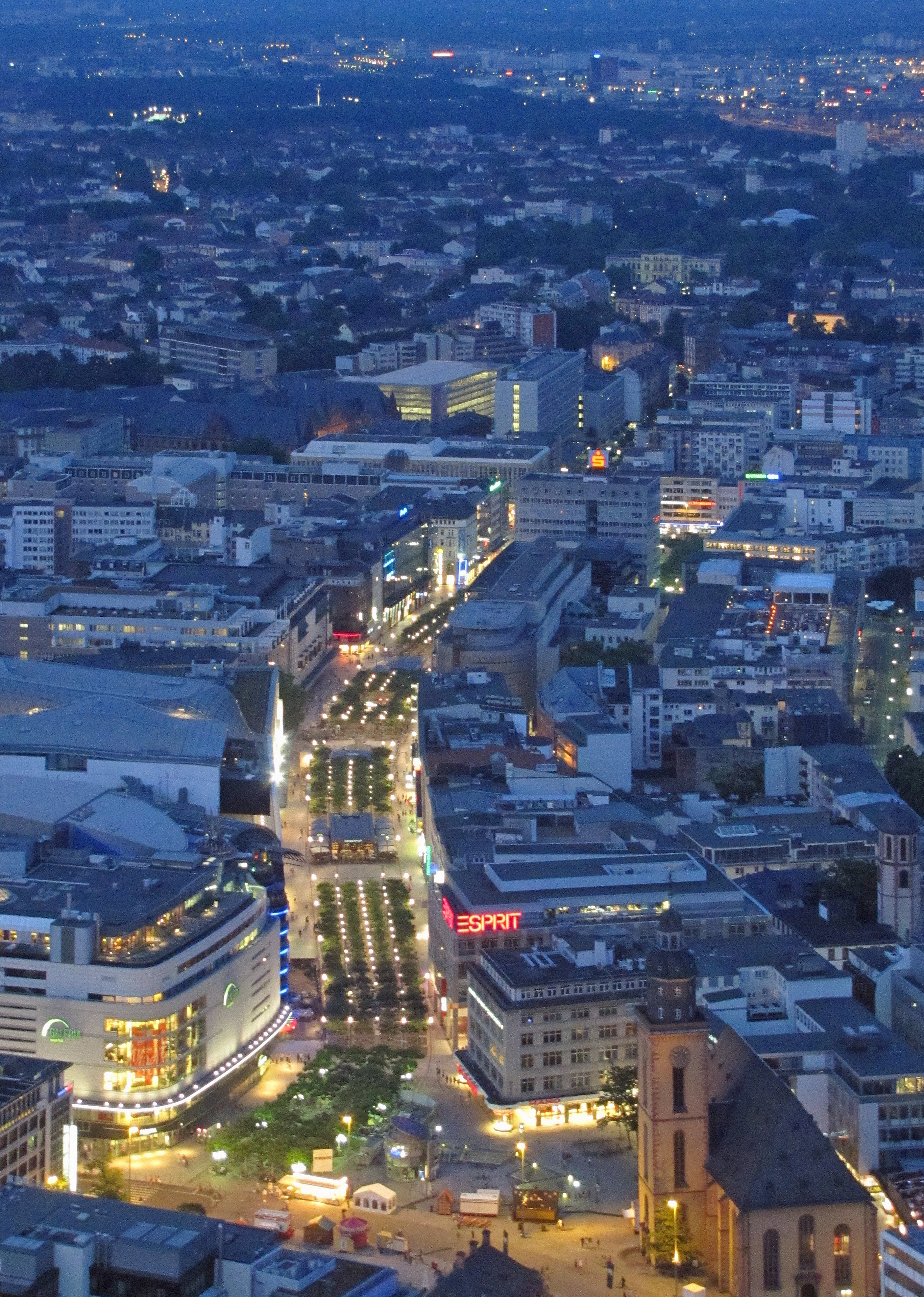
Rua Zeil

Zeil é uma rua no centro de Frankfurt, Alemanha. Desde o século XIX é uma das mais famosas ruas comerciais na Alemanha. Antes da Segunda Guerra Mundial também era conhecida pelos seus grandes edifícios mas a maioria deles foram destruídos durante a guerra e posteriormente reconstruídos.
A parte ocidental da rua Zeil é uma zona pedonal entre duas grandes praças, Hauptwache oeste e Konstablerwache leste. Estes dois lugares servem como ligações para os transportes públicos (ônibus, metrôs, trens e bondes).
A rua  passou por grandes reformas entre 2008 e 2009 e a zona pedonal foi estendida para o oeste até Börsenstraße implicando em  grandes mudanças para o tráfego, uma vez que a rota através de Hauptwache é uma seção importante que liga o norte e o sul da cidade. A via tem 1,2 km de extensão.